# Combate de San Pedrito
El combate de San Pedrito se libró el 6 de febrero de 1817 en el paraje del mismo nombre en la provincia de Jujuy como parte de las Campañas al Alto Perú de la Guerra de Independencia de la Argentina.

## Desarrollo
El combate se realizó en los potreros de alfalfa cercanos a San Salvador de Jujuy, ciudad donde los gauchos estaban sitiando al general español José de la Serna que ocupaba el sitio. Allí el sargento mayor graduado Juan Antonio Rojas con dos escuadrones de gauchos infernales logró la victoria en dos horas y con pequeñas guerrillas sobre el realista Cadorniga, quien murió en la acción. Un escuadrón realista había salido a cortar forrajes protegido por una compañía de infantería del Regimiento de Extremadura, siendo sorprendidos por Manuel Arias, quedando 110 realistas muertos y 7 prisioneros. Cuando el combate había terminado, los gauchos fueron atacados por una guardia de 15 Dragones de la Unión al mando del capitán Arregui, quien murió en la acción con 11 de sus compañeros. Arias se retiró con las armas de los realistas ante el avance de tropas con artillería desde la ciudad. Las bajas rioplatenses correspondieron al comandante del primer pelotón Felipe Fernández y dos gauchos.
Luego de ese triunfo, Manuel Belgrano auxilió a Martín Miguel de Güemes con municiones, 300 caballos, un piquete de dragones y otro de artillería. Dispuso además que el Regimiento N° 2 de infantería, al mando del coronel Juan Bautista Bustos, se dirigiera al río del Valle para cooperar con Güemes y avanzar cuando los realistas se retirasen, pero luego el gobierno ordenó su retirada. El sitio de Jujuy fue reforzado con los escuadrones de los valles Calchaquíes al mando de Apolinario Saravia, por Pablo Latorre con una división gaucha y por Francisco Gorriti con una división de lanceros.

## Homenajes
Una avenida y una estación de Subte en la Ciudad de Buenos Aires reciben su nombre por esta batalla.
En la ciudad de San Salvador de Jujuy existe un barrio llamado "San Pedrito" en el sitio de esa batalla. El acceso sur de la ciudad en épocas virreinales era por ese barrio. 